# Saint-Maurice-de-Lestapel
Saint-Maurice-de-Lestapel település Franciaországban, Lot-et-Garonne megyében. Lakosainak száma 107 fő (2022. január 1.). Saint-Maurice-de-Lestapel Cancon, Lougratte, Montauriol, Monviel, Moulinet és Ségalas községekkel határos.

## Népesség
A település népessége az elmúlt években az alábbi módon változott:
| Lakosok száma | 117  | 83   | 102  | 112  | 111  | 108  | 106  | 103  | 103  | 107  |
|               | 1968 | 1990 | 1999 | 2011 | 2013 | 2016 | 2017 | 2019 | 2020 | 2022 |